# Juupajoki
Juupajoki est une municipalité du centre-ouest de la Finlande. Elle se situe dans la région du Pirkanmaa et la province de Finlande occidentale.

## Économie
Jusqu'à l'extrême fin du XIXe siècle, Juupajoki n'est qu'un ensemble de petits villages de la paroisse d'Orivesi. L'arrivée de la voie ferrée Tampere-Haapamäki (Keuruu) va entraîner un modeste développement industriel, avec une tannerie fondée par Edward Wallenius en 1894 suivie de la première usine de chaussures de Finlande en 1897. La commune est fondée quelques années plus tard, en 1913.
Aujourd'hui, la commune conserve une vocation industrielle, principalement autour de la filière bois. On y trouve notamment une importante scierie du groupe UPM. Le taux de chômage est élevé et la population est en diminution constante.

## Géographie
Les municipalités voisines sont Orivesi au sud, Ruovesi au nord-ouest, Vilppula au nord et Jämsä à l'est (Finlande-Centrale).
Le train continue à s'arrêter 3 fois par jour, désenclavant la petite commune forestière.